# Ramlai csata (1101)
Az első ramlai csata a keresztes Jeruzsálemi Királyság és a fátimida Egyiptom között 1101. szeptember 7-én, a mai Izraelben található Ramla városának közelében megvívott ütközet, mely a keresztesek győzelmével ért véget. A csatára az első keresztes hadjárat utáni egyiptomi választámadások keretében került sor. A jeruzsálemi hadsereg főparancsnoka I.  Balduin jeruzsálemi király, az egyiptomié al-Kavvászí volt.

## Előzményei
Az első keresztes hadjárat eredményeként létrejött Jeruzsálemi Királyság megerősítése érdekében 1101 tavaszán I. Balduin jeruzsálemi király megkezdte a part menti kikötővárosok elfoglalását: előbb Arszúf, majd Caesarea városát vette ostrom alá. A jeruzsálemi hadsereg lekötöttségét kihasználva al-Afdal Sáhansáh, a fátimida kalifák vezíre támadást intézett a keresztes királyság ellen, hogy visszaszerezze az első keresztes háborúban elfoglalt palesztinai területeket. A fátimida had felállítása körülbelül két hónapot vett igénybe. Parancsnokának neve többféleképp szerepel a muszlim forrásokban: Ibn al-Kalániszí damaszkuszi krónikájában al-Kavámiszí (’katasztrofális’) és a jelentés nélküli al-Avvaszí, Ibn al-Aszírnál és al-Makrízinél az ajjúbida időkben az elsőrangú lovaskatonákra használt al-Tavásí (’az eunuch’), Ibn Mujasszarnál pedig Szád al-Daula al-Kavvászí (’az íjász’). Ezek közül Michael Brett történész az al-Kavvászít valószínűsíti a helyes változatként. Az egyiptomi hadsereg március végén, április elején kezdett gyülekezni, és május közepén érte el a muszlim kézen lévő Aszkalont, majd innen Ramláig nyomult előre. Ramla stratégiailag kiemelt területen, a Jeruzsálemet Aszkalonnal, illetőleg a keresztesek egyik legfontosabb kikötőjével, Jaffával összekötő úton feküdt.
Az egyiptomiak közeledtére I. Balduin király és csapatai még időben átvonultak Ramlába, de túl kevesen voltak ahhoz, hogy csapást mérjenek az ellenségre. Ezért megerősítették a ramlai erődítményt, majd főhadiszállásukat Jaffában ütötték fel, és ott állomásoztak a másik fél sakkban tartására. Az egyiptomiak kénytelenek voltak visszahúzódni Aszkalonba az utánpótlás bevárására, de a vesztegelés és az elmaradt hadizsákmány okán az irreguláris egységek némelyike – például a beduinok – otthagyták a fátimida tábort. Június 17-én a jeruzsálemi sereg is feloszlott, mert szükség volt az emberre az újonnan meghódított városok megerősítéséhez, illetve a galileai különítményeket nem lehetett nélkülözni a keleti határ védelmében. Augusztus végén egy elfogott levélből kiderült a jeruzsálemiek számára, hogy megérkezett az egyiptomi erősítés, és a muszlimok támadásra készülnek. A Jeruzsálemben tartózkodó I. Balduin augusztus 25. körül összehívta a hadsereget, és a királyi udvarral együtt Jaffába vonult. A király fel volt készülve arra, hogy vereséget szenved: erre utal a királyi udvar költözése mellett az is, hogy a települést a lehetőségekhez képest mérten felkészítették arra, hogy menedékül szolgálhasson, ha a kereszteseknek ide kellene visszavonulnia. A város kikötői mivolta azt is lehetővé tette, hogy végszükség esetén a keresztesek Európába vagy az északi keresztes államokba meneküljenek a tengeren.
Al-Kavvászí szeptember 4-én indította meg seregét Ramla külvárosa felé. A méretes had lassan haladt, vélhetően nehéz ostromgépeket is szállítottak a Jaffa és Jeruzsálem elleni támadáshoz. A két nappal későbbi, szeptember 6-ai jeruzsálemi haditanács úgy határozott, hogy elébe mennek az egyiptomi támadásnak, és rajtaütnek a szaracénokon.

### Haderő
Korabeli források szerint a jeruzsálemi had kétszázhatvan lovagot és kilencszáz gyalogost számlált; mindannyian jól fegyverzett és kiképzett katonák, bár a kétszázhatvan lovag között többen voltak olyanok, akiket a király közvetlenül indulás előtt ütött lovaggá, a lovasság számát növelendő. Foucher de Chartres, a jeruzsálemi király káplánja és krónikása, aki maga is részt vett a csatában, annyit jegyez meg a keresztesek hadrendjével kapcsolatosan, hogy a sereget hat egységre (acies) osztották; és ugyanennyi egységről tud a század második felében élt Türoszi Vilmos is. Aacheni Albert, aki szemtanú keresztény zarándokok elbeszéléséből szerezte információit, és aki körülbelül hasonló méretűre teszi a jeruzsálemi hadat (háromszáz lovas és ezer gyalogos), ezzel szemben öt kontingensről ír, s mindegyiknek meg is nevezi vezetőjét: az első egységet egy Bervold nevű lovag, a másodikat Geldemar Carpenel keresztes lovag, a harmadikat Hugó galileai herceg, a negyedik és ötödik szakaszt pedig maga a király irányította.
Az egyiptomiak létszámát Foucher de Chartres és Türoszi Vilmos is harminckétezer főre becsülte: krónikájuk szerint tizenegyezer lovas és huszonegyezer gyalogos állt hadrendben, többségük azonban frissen besorozott újonc, fegyverzetük pedig nem kielégítő. Noha a krónikákra jellemző a számok eltúlzása, Foucher de Chartres adatai ez esetben pontosnak tűnnek. Hasonló a nagyságrend Nogent-i Guibertnél is: 9000 milites és 20 000 fő gyalogság. Más keresztény források ennél nagyobb és valószerűtlenebb számokat közölnek 40 000 és 200 000 fő között. A muszlim források, gyaníthatóan a vereséget szégyellve, hallgatnak a Fátimidák haderejéről.

## A csata
A jeruzsálemiek szeptember 7-én hajnalban kezdték meg a hadműveletet: kivonultak Ramlából és lecsaptak az egyiptomiakra. I. Balduin tudatosan választotta meg a helyszínt: megvárta, amíg az ellenség eléri a Ramla és Aszkalon közötti síkságot, mert a frank lovasroham ezen a terepen volt a leghatékonyabb. Az ütközet előtt az uralkodó rövid beszédben lelkesítette a katonákat – szavait azzal zárta, hogy fanyar humorral emlékeztette őket: ha elfutni támadna kedvük, Franciaország nagyon messze van. A csatába magukkal vitték a királyság egyik legszentebb ereklyéjét, a Szent Keresztet.
A jeruzsálemi hadsereg osztagai nem támadtak egyszerre, egyesült erővel. Foucher de Chartres elbeszélésében „seregünk, szám szerint nagyon kevés ugyan, hat egységre osztva, »Isten segéljen!« csatakiáltással rontott az ellenség megszámlálhatatlan légióira, akár madarászok a madárrajra. […] Máris visszaszorították és legyűrték két arcvonalunkat; de ezt látván a király előresietett a nehéz helyzetben lévők megsegítésére.” Aacheni Albert részletesebben számol be a csata elejéről: a támadást Bervold első csapata vezette, de az osztagot legyűrték az egyiptomiak, vezetőjét megölték, és hasonló sorsa jutott a csapat segítségére siető második keresztes egység is. A harmadikként érkező galileai egység súlyos veszteségeket szenvedett, ezért az őket irányító Hugó galileai herceg a menekülés mellett döntött. Megmaradt katonáival Jaffa felé futott, az egyiptomiak balszárnyával a nyomában. A frankok első három lovassági rohama azért végződhetett kudarccal, mert a szaracénok akkora létszámfölényben voltak, hogy gyorsan felülkerekedtek a roham okozta sokkon, és a hátsó sorokból pótolták az elesetteket. I. Balduin király egészen eddig nem avatkozott a harcokba, de a galileaiak megfutamodására negyven-ötven lovagja élén lerohanta az ellenséget.
A király támadása váratlanul érte az egyiptomiakat, akik eddigre biztosnak hitték győzelmüket. A rohamban ráadásul elesett az egyiptomi parancsnok is. A megzavarodott egyiptomi sereg középrésze rövid küzdelem után menekülőre fogta a dolgot, s csakhamar a jobbszárny is követte őket. I. Balduin király megtiltotta embereinek, hogy megálljanak fosztogatni, helyette Aszkalonig üldözte a menekülőket. Mivel a lovagság nagy része elesett, az üldözésben feltehetően a könnyűlovasság és lóra kapott katonák vettek részt, a gyalogság pedig a csatatéren maradt. Este a keresztesek visszatértek Aszkalon alól az egyiptomiak elhagyott táborába összeszedni a zsákmányt, és a csatatéren töltötték az éjszakát. Másnap, Kisboldogasszony napjának reggelén a király sátrában gyűltek össze az ünnepi misére, majd a liturgia után visszaindultak Jaffába.
Foucher de Chartres és Türoszi Vilmos ötezer főre becsüli az elesett muszlim katonák számát; a halottak között volt al-Kavvászí parancsnok is. René Grousset az egyiptomiak „tétlen” természetével, míg Steven Runciman a kiképzetlenséggel és a könnyű, a keresztes nehézlovasság ellen nem hatékony fegyverzettel magyarázza a számbeli fölénnyel bíró egyiptomiak vereségét. Mindketten hozzáteszik, hogy az egyiptomiak nem tudták megfelelően kiaknázni a tartalékaikat. William Hamblin ezzel szemben az egyiptomiak motivációjának hiányában és a nem megfelelő vezetésben látja a vereség okát.
A keresztesek veszteségével kapcsolatban Foucher de Chartres nyolcvan lovag és nagyszámú gyalogos eleséséről ír. Türoszi Vilmos a megölt lovagok számát hetvenben adja meg: „amikor számba vették a mieinket [a hadsereget], azt találták, hogy hetven lovag és ennél jóval több gyalogos hiányzik, de [az elesett gyalogosok] pontos száma nem ismeretes.”

## Következményei
A menekülő Hugó galileai herceg és az őt üldöző egyiptomi balszárny azzal a hírrel érkezett Jaffába, hogy a keresztesek elvesztették a csatát. A városban tartózkodó udvar ebből arra következtetett, hogy a király is elesett, ezért Arda jeruzsálemi királyné Tankréd antiochiai régenshez küldetett segítségért. Az egyiptomi balszárny – melynek Foucher de Chartres szerint nem volt kétsége afelől, hogy az ütközet a kezdetének megfelelően alakult, azaz a fátimidák diadalmaskodtak – abban reménykedett, hogy fenyegetésükre Jaffa megadja magát, de minthogy erre nem került sor, másnap reggel visszaindultak vagy Aszkalonba, vagy csatlakozni az általuk az ütközet nyertesének vélt egyiptomi főhadtesthez. A jeruzsálemi király ekkorra megérkezett győztes serege élén Jaffa alá, és szétkergette a körülbelül ötszáz főt számláló egyiptomi balszárnyat, mely eleinte a sajátjainak hitte a kereszteseket, ezért gyanútlanul közeledett feléjük. A Gesta Francorum Iherusalem expugnantium szerint a frankok szándékosan vezették félre a szaracénokat azzal, hogy az elesett egyiptomiak felszerelését öltötték magukra.
Aacheni Albert megemlékezik az egyiptomiaktól szerzett gazdag zsákmányról, melynek tizedét Jeruzsálembe visszatérvén I. Balduin az ottani ispotálynak és a szegényeknek adományozta, illetve szétosztotta a katonák között. Tankréd antiochiai régenst küldönc útján értesítették a fordulatról.
A súlyos veszteségeket szenvedő, de hatalmas tartalékokkal rendelkező Egyiptom támadásait csak rövid időre akasztotta meg az első ramlai csatában elszenvedett vereség: a következő év májusában újabb hadjáratot indítottak Jeruzsálem ellen. Ennek részeként ugyancsak Ramla mellett került sor összecsapásra.
A damaszkuszi Ibn al-Kalániszí krónikájában gunyorosan „Katasztrofális tábornoknak” (al-Kavámiszí) nevezte a fátimida parancsnokot, nemcsak az ütközet kimenetele, hanem a parancsnok halálának körülményei miatt is: tudomása szerint úgy halt meg, hogy lova felbukott a frankok rohama közben. Leesését a lóról más muszlim történetírók is feljegyezték. A keresztény források – többek között a szemtanú Foucher de Chartres és a szemtanúk beszámolójából dolgozó Aacheni Albert is – arról írnak, hogy I. Balduin király döfte át lándzsájával a jeruzsálemiek rohama során.